# Benoit Clerc
 (mai 2014).
Benoit Clerc est un ancien acteur français connu pour avoir joué dans de nombreux téléfilms érotiques. Il est aujourd'hui disc jockey en Thaïlande.

## Filmographie érotique (non exhaustive)
- 2001 : Le Grand Jeu
- 2001 : Dangereux Désirs
- 2001 : Troublantes Visions
- 2002 : Perverse Léa
- 2002 : Débauche dans la jet-set 2
- 2002 : Le Couloir des désirs
- 2003 : Laure ou Une sensuelle rencontre
- 2004 : Une inaccessible séductrice (autre titre : Blandine ou la nouvelle guerre des sexes)
- 2004 : Ces plaisirs qui vous hantent
- 2004 : L'Hôtel de tous les plaisirs
- 2005 : Plaisirs défendus
- 2005 : Vengeance brûlante

## Filmographie
- 2001 : Le Lycée
- 2006 : SOS 18 (série télévisée)